# Etienne Girardot

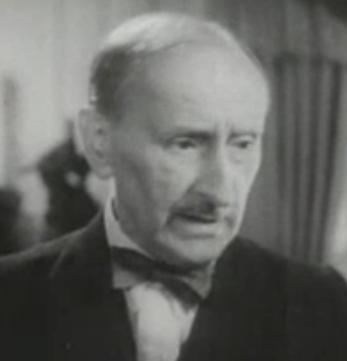
Etienne Girardot en The Kennel Murder Case (1933)

Etienne Girardot (22 de febrero de 1856 – 10 de noviembre de 1939) fue un actor teatral y cinematográfico británico.

## Biografía
Nacido en Londres, Inglaterra, su padre era Ernest Gustave Girardot. En un principio cursó estudios en una escuela de arte, pero a los 17 años de edad decidió dedicarse al teatro. Tras actuar en provincias, hizo su debut teatral en Londres en el Teatro Haymarket. En 1893 emigró a los Estados Unidos, donde prosiguió con su trayectoria teatral con éxito. Entre las numerosas producciones en las cuales trabajó en el circuito de Broadway (Nueva York) figura La tía de Carlos, obra representada a partir de 1893, y en la cual él interpretó durante tres años a Lord Fancourt Babberley.
Girardot también trabajó en el cine, tanto mudo como sonoro, debutando en 1911 con Intrepid Davy. Entre sus películas destacan la comedia de 1934 Twentieth Century, con John Barrymore y Carole Lombard, y tres filmes de misterio protagonizados por William Powell en el papel del detective Philo Vance.
Girardot falleció en Hollywood, California, en 1939, tras una corta estancia hospitalaria motivada por una dolencia intestinal. Fue enterrado en el Cementerio Hollywood Forever. Le sobrevivió su esposa, la Dra. Violetta Shelton.

## Teatro (en Broadway)

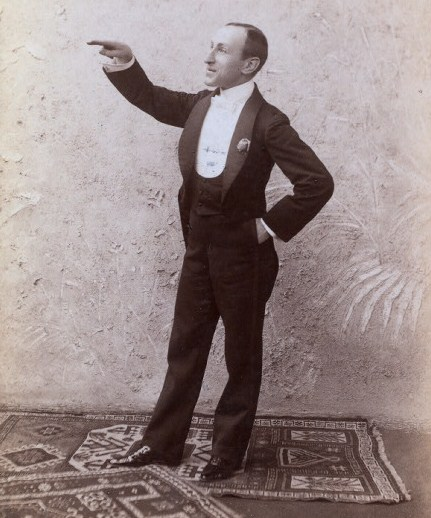
Etienne Girardot en 1906 en la obra La tía de Carlos

- 1893 : La tía de Carlos, de Brandon Thomas
- 1897 : Miss Francis of Yale, de Michael Morton
- 1899 : The Purple Lady, de Sydney Rosenfeld
- 1900 : Mam'selle 'Awkins, de Herman Perlot, Alfred E. Aarons, y Richard Carle
- 1901 : Miranda of the Balcony, de Anne Crawford Flexner
- 1902 : The Diplomat, de Martha Morton
- 1903 : My Lady Peggy goes to Town, de Frances Aymar Mathews
- 1903 : El sueño de una noche de verano, de William Shakespeare, com música de Victor Herbert a partir de Felix Mendelssohn
- 1904-1905 : Leah Kleschna, de C.M.S. MacLellan
- 1905 : The Rose, de Minnie Maddern Fiske
- 1906 : The Crossing, de Louis Evan Shipman y Winston Churchill
- 1906 : La tía de Carlos, de Brandon Thomas
- 1913 : A Good Little Devil, de Rosemonde Gérard y Maurice Rostand, con Mary Pickford, Edward Connelly, Lillian Gish y Ernest Truex
- 1916 : Caliban of the Yellow Sands, de Percy MacKaye
- 1918 : Her Honor, the Mayor, de Arline Van Ness Hines, con Margalo Gillmore y Brandon Hurst
- 1918-1919 : Remnant, de Dario Niccodemi y Michael Morton
- 1919-1920 : Afrodita, de Pierre Frondaie y George C. Hazelton, adaptación de la novela de Pierre Louÿs, con Richard Hale
- 1921 : Two Little Girls in Blue, de Paul Lannin, Vincent Youmans, Arthur Francis y Fred Jackson, con Madeline Fairbanks, Marion Fairbanks y Olin Howland
- 1922-1923 : The World we live In, de Josef Čapek y Karel Čapek
- 1923 : The Exile, de Sidney Toler
- 1923 : The School for Scandal, de Richard Brinsley Sheridan, con Ethel Barrymore, Walter Hampden, Violet Kemble-Cooper, Grant Mitchell y Charles Richman
- 1924-1925 : The Farmer's Wife, de Eden Phillpotts, con Leonard Carey y Charles Coburn
- 1925 : Arabesque, de Cloyd Head y Eunice Tietjens, con Bela Lugosi
- 1927 : Merry-Go-Round, de Henry Souvaine, Jay Gorney, Morrie Ryskind y Howard Dietz, escenografía de Alan Dinehart
- 1929 : Becky Sharp, de Langdon Mitchell a partir de La feria de las vanidades, de William Makepeace Thackeray, con Ernest Cossart, Arthur Hohl, Basil Sydney y Leonard Willey
- 1929 : Los intereses creados, de Jacinto Benavente, con Walter Hampden
- 1930-1931 : Lisístrata, de Aristófanes, con Louise Closser Hale, Hope Emerson, Violet Kemble-Cooper, Ernest Truex y Ian Wolfe
- 1931 : I Love an Actress, de László Fodor, adaptación y escenografía de Chester Erskine, con Walter Abel y John Williams
- 1932 : The House of Doom, de Charles K. Champlin
- 1932-1933 : Twentieth Century, de Ben Hecht y Charles MacArthur a partir de Charles Bruce Millholland

## Selección de su filmografía
- 1911 : One Touch of Nature, de Laurence Trimble
- 1914 : The Violin of M'sieur, de James Young
- 1919 : The Witness of the Defense, de George Fitzmaurice
- 1922 : A Stage Romance, de Herbert Brenon
- 1933 : Storm at Daybreak, de Richard Boleslawski
- 1933 : The Kennel Murder Case, de Michael Curtiz
- 1934 : Twentieth Century, de Howard Hawks
- 1934 : Fashions of 1934, de William Dieterle
- 1934 : Little Man, What Now ?, de Frank Borzage
- 1934 : Born to Be Bad, de Lowell Sherman
- 1934 : The Dragon Murder Case, de H. Bruce Humberstone
- 1934 : The Firebird, de William Dieterle
- 1934 : Mandalay, de Michael Curtiz
- 1935 : Clive of India, de Richard Boleslawski
- 1935 : I live my Life, de W. S. Van Dyke
- 1935 : Metropolitan, de Richard Boleslawski
- 1935 : Grand Old Girl, de John S. Robertson
- 1935 : Hooray for Love, de Walter Lang
- 1935 : Curly Top, de Irving Cummings
- 1935 : The Bishop Misbehaves, de Ewald André Dupont
- 1935 : In Old Kentucky, de George Marshall
- 1935 : The Whole Town's Talking, de John Ford
- 1936 : Hearts divided, de Frank Borzage
- 1936 : The Garden Murder Case, de Edwin L. Marin
- 1936 : The Music goes 'Round, de Victor Schertzinger
- 1936 : Half Angel, de Sidney Lanfield
- 1936 : Go West, Young Man, de Henry Hathaway
- 1936 : College Holiday, de Frank Tuttle
- 1936 : The Devil is a Sissy, de W. S. Van Dyke y Rowland Brown
- 1937 : The Great Garrick, de James Whale
- 1937 : The Road Back, de James Whale
- 1937 : Wake Up and Live, de Sidney Lanfield
- 1937 : Breakfast for Two, de Alfred Santell
- 1937 : Danger-Love at Work, de Otto Preminger
- 1938 : Port of Seven Seas, de James Whale
- 1938 : Professor Beware, de Elliott Nugent
- 1938 : There goes my Heart, de Norman Z. McLeod
- 1939 : The Story of Vernon and Irene Castle, de H. C. Potter
- 1939 : The Arizona Wildcat, de Herbert I. Leeds
- 1939 : Fast and Loose, de Edwin L. Marin
- 1939 : For Love or Money, de Albert S. Rogell
- 1939 : Exile Express, de Otis Garrett
- 1939 : Hawaiian Nights, de Albert S. Rogell
- 1939 : Little Accident, de Charles Lamont
- 1939 : The Hunchback of Notre Dame, de William Dieterle
- 1940 : Isle of Destiny, de Elmer Clifton